# François Perrier (pintor)

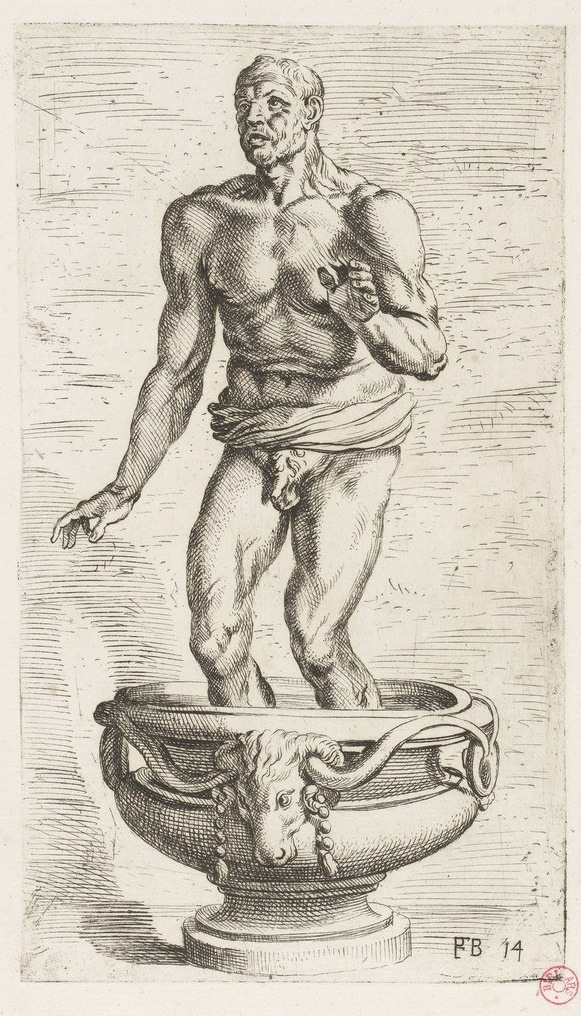
François Perrier, Seneca moriens ex lapide indice. in Hortis Burghesianis. Grabado al aguafuerte sobre plancha de cobre. Grabado de reproducción de la escultura helenística erróneamente identificada al ser descubierta a finales del con la muerte de Séneca, escultura de mármol negro y alabastro conservada en la villa Borghese de Roma. Estampa recogida con el número 14 en la colección Segmenta nobilium signorum et statuarum quæ temporis dentem invidium evasere Urbis æternæ ruinis erepta, Roma, 1638. Bibliothèque nationale de France

François Perrier (Pontarlier, c. 1594-París, 1649) fue un dibujante, grabador al aguafuerte y pintor barroco francés. Firmó sus grabados con el monograma FPB (François Perrier Burgundus).

## Biografía
Hijo de un pintor y nacido en el Franco-Condado, perteneciente por entonces al Imperio, muy joven se estableció en Roma, integrado en la «nation bourguignonne». Con una formación clásica, independiente de Nicolas Poussin, y habiendo trabajado en el estudio de Giovanni Lanfranco, en 1631 se trasladó a París, entrando en contacto con Simon Vouet, de quien será por un tiempo el más estrecho colaborador, hasta su regreso a Roma en 1634.
Durante su segunda estancia en Roma Perrier dibujó y grabó cerca de un centenar de estatuas clásicas, seleccionadas como las más bellas que se podían encontrar en la Ciudad Eterna, más el Moisés de Miguel Ángel, y publicó en 1638 un volumen de cien estampas, Segmenta Nobilium Signorum et Statuarum, que obtuvo un éxito inmediato precisamente por presentarse como un antología de las mejores esculturas, a diferencia de las colecciones publicadas el siglo anterior por editores como Antonio Lafreri o Ulisse Aldrovandi, que pretendían recoger todo vestigio clásico indiscriminadamente. Sus estampas, varias veces reimpresas, resultaban además más baratas que las de sus predecesores y durante mucho tiempo sirvieron de modelo y materia de estudio a eruditos y artistas. Una segunda edición, ampliada con cincuenta y cinco grabados de relieves romanos y frescos de Rafael en la Farnesina y comentarios de Giovanni Pietro Bellori, apareció en 1645, como la primera con privilegio de publicación en París y Roma. Una copia temprana de la primera serie de estampas dedicadas a las estatuas hicieron en Holanda los Cornelis van Dalen, padre e hijo, de la que a su vez se hicieron tres ediciones.
Regresó a Francia 1646 y en 1648 se encontró entre los fundadores de la Académie Royale. Buena parte de la fama alcanzada entre sus contemporáneos, junto con los grabados, se debe a las labores decorativas —todas ellas desaparecidas o muy alteradas— que llevó a cabo en mansiones como el Hôtel de la Vrillière, proyectado por Mansart, donde pintó al fresco en la bóveda de la galería una serie de alegorías, enmarcadas en estucos, en lo que estuvo ocupado desde que regresó a Francia hasta su muerte.